# 1970 (رواية)
"1970"  رواية للكاتب المصري صنع الله إبراهيم صدرت عام 2019 عن دار الثقافة الجديدة في القاهرة في 250 صفحة من القطع المتوسط. "1970" هو عام رحيل جمال عبد الناصر (15 يناير 1918 - 28 سبتمبر 1970)، وتظهر صورة وجه عبد الناصر على الغلاف، فيما حمل ظهر الغلاف توصيفًا من الناشر للرواية بأنها «قصة العام الذي غاب فيه جمال عبد الناصر، والدراما المثيرة التي عاشتها الأمة طوال عشرين عامًا».
كُتبت الرواية معتمدة على تقنية اليوميات السردية، إلى جانب التوثيق والاعتماد على «كولاج» لمواد توثيقية كثيرة داخل النسيج الروائي.
بعد صدور "1970" صدر كتاب نقدي جديد بعنوان "اكتمال الدائرة" للناقد المغربي صدوق نور الدين عن دار الثقافة الجديدة للنشر والتوزيع، وهي دراسة في ثلاثية صنع الله إبراهيم" (67، برلين 69، 1970)، بهدف الوقوف على تجربة صنع الله.

## ملخص الرواية
بطل الرواية هو جمال عبد الناصر وهي تتناول العام الأخير من حياته وتتحدث عن أهم وابرز الاحداث في مصر والوطن العربي سنة 1970. تتناول الرواية عرض لطبيعة الأحداث السياسية والاجتماعية والفنية التي كانت طاغية في تلك الفترة مع استرجاع بتقنية (الفلاش باك - استرجاع فني) لبعض الأحداث السابقة والهامة مثل تأسيس الضباط الأحرار وعدوان 1956 وحرب اليمن وحرب 1967 وحرب الاستنزاف وصراع مراكز القوى.
تبدأ أحداث الرواية في اليوم الأول من يناير عام 1970 بإستعراض أول حدث في اجندة ذلك اليوم: «غارة إسرائيلية على مدينة اربد الأردنية تخلف أحد عشر قتيلا اردنيا بينهم ستة أطفال»، «المقاومة الفلسطينية ترد بعمليات نوعية في الجليل»، وتنتهي الرواية عند يوم 29 من نفس العام وهو يوم رحيل عبد الناصر عن الحياة، وما بين تلك الأيام مجموعة من الأحداث.

## مقتطفات من الرواية
كنت في غرفة مكتبك منذ الفجر، بدوت مرهقا، وقد طعنت في السن فجأة، إذا كان عامر قد ضيع الجيش بإهماله فإنك أنت المسؤول الأول، أنت الذي أبقيت عليه إلى جوارك...... هكذا كان شعورك في تلك اللحظات: أن كل شيء قد ضاع ولابد من الانصياع.... وتدحرجت ساعات ذلك الصباح يوم 9 يونيو ببطء والأنباء تتوارد عن القادة العسكريين الذين هربوا من اللحظة الأولى، وعدد الطائرات المصرية التي دمرت تماما وبلغ 170 طائرة، وأعداد الشهداء الذين بلغوا 11 ألفا..... وتحاول أن تهرب من صورهم المؤلمة فتتأمل بمرارة نجاح خطة اصطيادك وفشلك في مواجهتها. وتشعر أنك وحيد تماما بصورة لم تعهدها من قبل.. ثم تعود إلى قرارك بالتنحي واختيار زكريا محيي الدين ليحل مكانك.. لم تتصور في يوم من الأيام أن يكون زكريا هو من سيخلفك، بل كان عبد الحكيم عامر هو أول من يقفز إلى ذهنك على الفور.
صعدت إلى غرفتك وجلست على مقعدك الفوتى المفضل تسترجع ما حدث، وحاولت أن تتصور المستقبل بعد التنحي، هل ستضطر إلى الانتقال من هذا المنزل الذي لم تعرف مكانا غيره منذ أن بدأ الأمر كله؟ أم سيتركونه لك كمكافأة نهاية الخدمة؟ وكيف ستكون صورة حياتك وأنت لم تعرف غير ما كنت تقوم به حتى الآن؟ هل تشارك هيكل أو زكريا في تربية الدواجن؟ ومن أين تأتي برأس المال.
........
قمت بزيارة مفاجئة للجبهة في الصباح الباكر وشاركت الجنود في الخنادق طعام الإفطار: عدس ساخن وجبن وشاي. جلست على الأرض وسط الضباط والجنود.. صالح (30 سنة) حكمدار طاقم أحد المدافع، دبلوم تجارة من دمياط. جرجس، مزارع متعلم من دير مواس، هاشم خريج كلية علوم (24 سنة) عريس جديد من أسبوع، عبد الرؤوف (24 سنة) حكمدار طاقم مدفع يستعد لامتحان الثانوية العامة. صبرى مهندس زراعى دفعة 67 مدرس ابتدائى من قنا. الشباب المتعلم الذين طعمت بهم القوات المسلحة.
.........
الساعة 11 قبل الظهر إنذار: غارة معادية. الساعة 12 مجموعة من طائرات العدو تغير وتشتبك معها أجهزة الدفاع الجوي.. ستار من النيران الثقيلة.. تبتعد الطائرات. الساعة 12 إشارة أخرى.
.........
معاونوك قلقون ويصرون على انصرافك في الحال. يحذرون من تكرار مأساة الفريق «عبد المنعم رياض» الذي أصابته قذيفة العدو بينما كان يتفقد القوات الأمامية على الجبهة.. تذعن لهم لكنك تتابع في غرفة مكتبك/ نومك بالتليفون اقتراب الطائرات الإسرائيلية من الموقع في الساعة الثالثة... صواريخ تسقط في الرمال. هدوء. مجموعة فوق المدافع مستعدة. مجموعة أخرى تنام. غفوت أنت قليلا حتى هاتفك معاونوك. ثم شردت كعادتك عندما تتأمل حياة الخنادق وجبهة القتال.. هناك شيء ما أزعجك في زيارة الصباح؟ ما هو؟ آه.. صورة «تشي جيفارا» معلقة في الخنادق. اغتالته المخابرات الأمريكية في بوليفيا في أكتوبر سنة 67. ثورى من نوع غريب حرت طويلا في فهمه. رومانسى أكثر مما يجب.. يفضل خنادق القتال على مقعد السلطة.. يلهب مشاعر شباب العالم كما فعلت أنت منذ عشر سنوات.
...........
التقيت به عندما جاء إلى القاهرة في 65.... وشعرت لأول وهلة بما يعانيه من اكتئاب… وعاد جيفارا بعد عشرة أيام قضى بعضها في الكونغو وقال لك: أن ما شاهده هناك أحزنه وإنه يفكر في الانضمام إلى الكفاح وتولى قيادة كتيبتين كوبيتين هناك.
.......
وقال لك: "إننى أرى أنه يجب أن نفعل المزيد من أجل الثورة في العالم". ورددت عليه قائلا: "إنك تدهشنى لكنك إذا كنت تريد أن تصبح "طرزانا" ثانيا، رجلا أبيض يقحم نفسه بين الزنوج ليقودهم ويحميهم، فإن ذلك لن يفلح.
وختم صنع الله إبراهيم روايته قائلاً:
خذلت نفسك وخذلتنا.. ثم ذهبت، وذهبت معك مقدرات الأمة وآمالها إلي حين.

## نقد وتعليقات
خالد عميرة، موقع «بوابة الأهرام» في 27 نوفمبر 2020:
«إن الحقيقة التي يدركها أي قارئ للرواية أن الكاتب قرر منذ البداية عقد محاكمة أدبية (أو سياسية) للحقبة الناصرية، التي اختصرها في العام الأخير من حياة الزعيم، ولعل استخدامه لضمير المخاطب رغم صعوبته في الكتابة الروائية - فهو أقرب وأكثر شيوعا في لغة الشعر وبشكل أقل في القصص القصيرة يرسخ تلك الفكرة، لكن هنا تجدر الإشارة إلي أن ضمير المخاطب في العمل الأدبي ليس لزاما أن يكون بتلك الحدة أو (الاتهامية)، فالكاتب غالبا من يحدد كيفية الاستخدام»، ويتابع الكاتب قائلاً: «لم يمجد صنع الله إبراهيم في تلك الرواية جمال عبد الناصر تمجيدا مبالغا فيه.. ولم يبخسه حقه في الوقت نفسه، لم يضعه فوق مستوى البشر.. ولم يخسف بجهده وعطائه الأرض، لم ينكر إخفاقاته التي تراها كل عين.. ولم ينسف منجزاته التي لا ينكرها إلا جاحد، لم يصنع منه إلها من الحلوي.. ولم يلتهمه، فقط ذاق حلاوته دون أن يركع أمامه».
حمزة قناوي - موقع صحيفة «الخندق»:
«بخلاف اللغة المتفائلة المُقبِلة التي كتب بها صنع الله إبراهيم (نجمة أغسطس) فإن اللغة هنا انكساريةٌ ومنهزِمَة، بمرارة هزيمةٍ مستمرةٍ منذ 1967 حتى اليوم، وهو ما يجعل الجرح المتناول في الرواية عميقاً جداً.السمة الفنية الثابتة والواضحة على امتداد العمل أن الروائي يقدم هنا عملاً تاريخياً أكثر من كونه عملاً روائياً، أن الروائي يقدم هنا عملاً تاريخياً أكثر من كونه عملاً روائياً وفق أسس ومفاهيم الرواية الكلاسيكية، عملاً مدعماً بالكولاج  الداعم لرؤيته في أحداث معينة، وعقب استيضاحاتٍ ربما لم تكن متاحة في وقتها لجمال عبد الناصر نفسه الذي لم يكن يعلم بالتأكيد ما ستؤول إليه الأمور بعد العبور لسيناء واستردادها من إسرائيل من اعترافٍ بها لم يقبل به هو رغم هزيمته، ويصبح عامل التشويق هنا مؤجلاً لصالحِ عاملِ التدبُّرِ في التاريخي والقيمي والحكم على عبد الناصر في أكثر لحظات ضعفه ومحاصرته، وقبل وفاته ببضعة أشهر، في رؤيةٍ مكثفةٍ استطاعت إعادة قراءة وتقديم وقائع الوعي بعد حدوثِها بأكثرِ من نصفِ قرنٍ في رواية 1970».
آمال رتيب على موقع المشهد في 4 مارس 2020:
«رواية 1970  التي صنعها» صنع الله إبراهيم«– وخيرًا فعل- لأنها بعيدة كل البعد عن الحديث عن الزعيم الأسطورة، كما صورته بعض الكتابات، أو الزعيم الكارتوني، كما أطلق عليه كثير من أعدائه، فبعيدًا عن هذا وذاك جاءت الرواية، مختزلة تاريخ أمة عاشت سنوات على ذلك الحلم الناصري في توحيد الأمة العربية، والوصول بها إلى العالمية، تسعة أشهر من العام 1970، تلخص شخصية» الزعيم«، وكل الأحداث التي أحاطت به، وأحاط بها، لتسهل على أجيال لم تعاصره، وتحتار في أمره، لتفهم، أو على أقل تقدير يقدم لها الكاتب مقاربة، ويترك لها الحكم، وإن لم يعد للتجربة الناصرية إن جاز التعبير سوى اسمها فقط، ولكن ليعرف الشباب تاريخهم بغير زيف أو تأويل، أو تصارع بين هذا التيار وذاك، باختصار يضع أمامها كل الأوراق على الطاولة».
مهند طلال الأخرس - موقع صحيفة «السياسي» في 17 مارس 2021:
«صنع الله إبراهيم في هذه الرواية أو النص بقي وفيا لمبادئه وسيرته الأولى فهو من أكثر الروائيين العرب تجريبا وتجديدا، وهو الحافظ للتاريخ المغرم بالتوثيق وتقديم المعرفة حتى وإن أثقل التاريخ والتوثيق نصوصه وإخراجها من نطاق تصنيفات ومسميات ألفناها. زبدة القول؛ صنع الله إبراهيم من القلائل الذين يملكون قلما ذو وقع واثر، وهذا الاثر بالذات كأثر الفراشة لا يزول».
هبة ياسين على موقع صحيفة «العرب» في 11 فبراير 2020:
"يبدو الروائي الكبير، كما لو كان مدعيا على عبد الناصر ومحاميا له في الوقت ذاته، فتارة يلتمس له الأعذار بمواكبته للمزاج العام للشعوب حينها القائم على فكرة “الفرد البطل”، وانجراره بعناوين الصحف اليومية التي تصدح بإنجازاته، وتعقد الوضع داخليا حينها، بعدما شهدت مصر أكثر من محاولة انقلابية سواء من بعض الضباط أو من تنظيمات أخرى".
هنادي زرقة في حوار مع صنع الله إبراهيم على موقع «أوان» في 16 مارس 2020 جاء فيه:
«س: لنبدأ بروايتك الأخيرة التي تحمل عنوان 1970، تستخدم ضمير المخاطب مع عبد الناصر، تعامله معاملة الند للند، ما الذي أردت قوله؟ ج: هذا صوت الراوي. وهو تكنيك أتاح فرصة واسعة لاستعادة الماضي ومناقشة تفاصيله والتعليق على بعض منها»، ويواصل إبراهيم اجاباته قائلاً: «يصعب استخدام لفظ» الدكتاتور«عند الحديث عن عبد الناصر. هل يمكن، مثلاً، استخدامه بالنسبة إلى لكاسترو أو سوكارنو أو نكروما؟ هل يُقارن بستالين أو باتيستا أو هتلر؟ ثم إنَّ الفقرة الخاصة بزعيم كوريا في الرواية لم تعن إعجابه به، إنما السخرية منه ومن عبادة الفرد. والأمر يتجاوز» النظرة العادلة«، أي الحكم عليه، إلى محاولة فهم عناصر الشخصية وليس محاكمتها».
المثنى الشيخ عطية - موقع صحيفة القدس العربي في 6 مارس 2021:
«يقيم إبراهيم» غربال«روايته الذي يرشح الألم والأسى إلى حدّ إسالة العينين بالدمع، في صفحات خروج الناس لإعادة زعيمهم قادرين إلى الحكم، وصفحات خروجهم لإعادة زعيمهم غير قادرين من قلب الموت، ولا يدري أحدٌ في هذا الأسى مدى صحة خشيتهم من فقده، والتي تحققت ربّما بتسليم أمرهم لوهم ولايته، وباستيلاء الفاسدين الذين اعتمد عليهم حوله، على مكامن النبض في رقابهم».
سلمان عز الدين - موقع الترا صوت في 14 يناير 2021:
«أن صنع الله إبراهيم لا يتحدث في»1970«عن فردوس، ومع أنه يشير إلى العديد من العيوب والنواقص، فإن الرواية برمتها تأتي مغلفةً بالحنين، بل إن الحنين يبدو الدافع الوحيد وراء العمل الذي لم يأت بجديد، لا في نقد التجربة الناصرية ولا في الدفاع عنها».
يرى صدوق نور الدين في كتابه «اكتمال الدائرة» أن اختيار شخصية عبد الناصر كمادة للكتابة كان قصديا للغاية من جهة صنع الله إبراهيم لاستكمال التصور الروائي والسياسي عن المرحلة، كتقييم أولاً، وكمقارنة للحظة الراهنة. وهنا ينتهج صنع الله (الذاكرة) كوثيقة أساسية، بخلاف عدة وثائق أخرى، لكنها الأقوى والأحد تأثيراً، ومنها.. أرشيف الجرائد والصحف، المذكرات والشهادات. أما (الشخصية) فيتم التركيز على السنة الأخيرة في حياة عبد الناصر. فهي سيرة غيريّة في الأساس، دون الاقتصار على السيرة الذاتية وحدها للمؤلف/الراوي في معظم أعماله السابقة.
أخطاء تاريخية حسب موقع «الوعي العربي» - عمرو صابح في 24 فبراير 2020:
- كتب صنع الله: «ان السادات وعلى صبري في العام الأخير من حياة عبد الناصر، كانا يتسابقان بالسيارات على من يصل قبل الآخر للاجتماعات حتى يجلس في صدر القاعة»، والصواب: قصة السباق والتصوير كانت تجري بين حسين الشافعي وأنور السادات، بينما على صبري كان قد تم تقليص نفوذه جزئياً في عام 1969 في إطار لعبة التوازنات الناصرية.
- ذكر صنع الله ان عبد الناصر أهمل التعليم في معظم فترة حكمه حتى قام بتعيين حلمى مراد وزيراً للتعليم بعد هزيمة 1967، والصواب: الثابت بالأرقام ان عبد الناصر اهتم بالتعليم وشهد عهده معدلات عالية في زيادة عدد المدارس والمتعلمين.
- وصف الكاتب الجلطة القلبية التي أصيب بها الرئيس عبد الناصر في 11 سبتمبر 1969 بإنها الجلطة الثانية، بينما هي الجلطة الأولى، الجلطة الثانية هي التي أصيب بها الرئيس في 28 سبتمبر 1970 وقضت على حياته.
- تناول الكاتب قضية فنجان القهوة الذي أعده السادات للرئيس عبد الناصر، ودارت حوله الكثير من الشكوك عن تسببه في وفاة عبد الناصر، ذكر ان السادات أعده للرئيس في 27 سبتمبر 1970 قبل يوم من وفاة عبد الناصر، بينما في رواية د.هدى جمال عبد الناصر والأستاذ هيكل وهما المصدر الأصلي للموضوع، حدثت تلك الواقعة في 25 سبتمبر 1970.
- ذكر الكاتب ان الجنود المصريون كانوا يعلقون صور شي جيفارا في خنادقهم على الجبهة بجوار صور الرئيس عبد الناصر، وان عبد الناصر عندما لاحظ ذلك أحس بالغيرة من جيفارا. لم يكن عبد الناصر يشعر بالغيرة من جيفارا بل كان جيفارا يعتبر عبد الناصر ملهماً له ولثوار كوبا، وفكرة أن يضع الجنود المصريون صور لجيفارا على الجبهة تبدو مستبعدة وفقاً لتقاليد الجيش".